# Bembidion dentellum
Bembidion dentellum es una especie de escarabajo del género Bembidion, familia Carabidae. Fue descrita científicamente por Thunberg en 1787.
Habita en Albania, Austria, Bielorrusia, Bélgica, Bosnia y Herzegovina, Bulgaria, Croacia, Chequia, Dinamarca, Finlandia, Francia, Alemania, Gran Bretaña, Hungría, Irlanda, Italia, Letonia, Lituania, Moldavia, Países Bajos, Noruega, Polonia, Rumania, Rusia, Serbia, Eslovaquia, Eslovenia, España, Suecia, Suiza y Ucrania.